# 神化
神化或神格化是指把人、物高舉至神的地位。例如，中國民間信仰常常將歷史人物神格化，朝廷也會順應民情給予認証，例如明朝萬曆帝敕封關公為關聖帝君，清朝康熙帝冊封媽祖為天后。包括古希臘和古羅馬在內的多神信仰地區都有將傑出人物封神的傳統。
很多歷史上著名的宗教家和哲學家都不以神自居，卻長期被其弟子們把其神化：
- 道教 - 道家哲學的鼻祖老子，對於非道教信徒是個普通的智者，但對於道教徒而言卻把他尊為太上老君。
- 儒教 - 儒家不過分強調神化，但一部分宗教人士也把孔子神化並進行參拜，儒者稱為至聖先師，道教稱興儒盛世天尊、太極上真公；佛教稱為儒童菩薩，還有一貫道、越南高台教、日本新興宗教幸福科學等也都將孔子視為重要神祇。
- 伊斯蘭教 - 官式教義上相信耶穌和其教主穆罕默德都只是先知，并认为基督教把耶穌神化是一種罪行，是對唯一真神安拉的褻瀆，但不少穆斯林強烈反對教外人貶抑穆聖，甚至以武力威嚇其就範和禁止信徒間借用其名來開玩笑。
- 佛教 - 教主釋迦牟尼被標榜為世尊，正信的佛教徒僅視佛為悟道之人，並非是神。然而民間信仰中仍常被當作供奉的神明之一，道教也將其列為神仙之一。
- 印度教 - 明確地把先賢神化，其中更包括把佛祖和歷代偉人，如古印度神話的英雄黑天和羅摩等尊為毗濕奴的化身，但黑天生前僅是一位名將，羅摩是傳說中的國王，都從未自封為神的。到了後來還把哲學家商羯羅尊為濕婆神的化身。

在政治方面，歷史上曾相當流行君權神授說，君主被認為是神在人間的代理人。如在羅馬帝國成立早期，羅馬皇帝自稱為王中之王，並要世人向他們膜拜，當作神明所供奉及建廟。時至今日，部分君主國的當局與民間也為君王塑造神格化形象，如近代的日本天皇、泰國國王和最近的前尼泊爾國王，都曾把君主神化。法西斯主義傾向於把當朝的獨裁者神格化；雖然共產黨奉行的馬列主義主張無神論，反對崇拜偶像和神格化的作法，但部分共產黨領導人諸如史達林、勃列日涅夫、铁托、霍查、毛泽东、胡志明、金日成家族、波尔布特、西奧塞古等人進行個人崇拜，將領導人冠以「慈父」、「太阳」、「红太阳」、「人民领袖」、「领导核心」等封號，民間更有將領袖視同神明崇拜的風俗，如近代中國的蔣中正崇拜，中華人民共和國的毛澤東崇拜、習近平崇拜。
一些經典文本亦會被某些宗教教派神格化，視為等同神祇的崇拜對象，並發展出相應儀式、信仰。如錫克教經典《古魯·格蘭特·薩希卜》、佛教《妙法蓮華經》及《緣起偈》、日本國家神道的《教育敕語》等等。儒家經典《春秋》亦被某些儒者視為具有聖王的位格，唯未發展出單獨的崇拜儀式。